# Ramal de Maceira-Liz
O Ramal de Maceira-Liz é um segmento privado da rede ferroviária portuguesa, com 5 km em bitola ibérica, que liga a estação de Martingança na Linha do Oeste à Fábrica Maceira-Liz da Secil (Cimentos), situada a cerca de 13 km de Leiria.

## Descrição
O ramal tem cerca de cinco quilómetros de extensão, sendo explorado pela empresa cimenteira Secil. Liga a estação de Martingança, na Linha do Oeste, a uma unidade de fabrico de cimento.

## História
Na altura da da construção da Fábrica Maceira-Liz, verificava-se uma quase total ausência de infra-estruturas no local, existindo apenas uma estrada que ligava Maceira a Leiria, terminando a vários quilómetros da Gândara. Assim, em 1921 foi construído um ramal ferroviário privativo, cujos cinco quilómetros ligam a fábrica à rede nacional de caminhos-de-ferro, medida que permitiu o transporte de materiais pesados (nomeadamente maquinaria) até à fábrica.
Durante a existência (1924 até à II Guerra Mundial) do Caminho de Ferro Mineiro do Lena, em bitola métrica, existiu, também, um segundo ramal que ligava esta linha à Fábrica de Cimento.[carece de fontes?]
Ao longo da sua existência, o ramal conheceu um elevado movimento, tendo sido utilizado no transporte de vários milhões de toneladas de cimento. O ferroviário Joaquim Pinto, que trabalhou na estação de Martingança na década de 1960, referiu numa entrevista ao jornal Gazeta das Caldas em 2016 que naquela altura o ramal expedia diariamente quatro comboios de cimento.
Em 2021, a empresa Secil decidiu fazer todo o escoamento da produção da fábrica de Macieira-Liz apenas através de via rodoviária, tendo apontado como principais motivos para esta decisão os custos e as condições de serviço. Já em 2020 a empresa tinha favorecido o uso de camiões em detrimento dos comboios, «por razões técnicas e comerciais», tendo elaborado que «a falta de electrificação da linha do Oeste até à estação do Louriçal tem provocado constrangimentos que ditam a não preferência pela transporte ferroviário». Esta explicação foi confirmada pela operadora ferroviária Medway, que esclareceu que «a operação rodoviária tornou-se absolutamente imbatível, tanto mais que a solução ferroviária assenta no diesel». Com efeito, a linha ainda não tinha sido modernizada, pelo que as composições de mercadorias tinham de ser rebocados por locomotivas a gasóleo, mais custosas. A Linha do Oeste só estava electrificada até à estação do Louriçal, a cerca de 47 km de distância de Maceira, mas os elevados custos envolvidos na troca de uma locomotiva a gasóleo por outra movida a electricidade continuavam a reduzir a sua competitividade em relação ao transporte rodoviário. Uma opinião semelhante foi expressada pelo presidente da Medway, Carlos Vasconcelos, que referiu que «A electrificação da linha do Oeste permitiria, seguramente, tornar a ferrovia competitiva». Este empreendimento não foi incluído no programa Ferrovia 2020, embora tenha sido previsto para o Programa Nacional de Investimentos 2030. Também chegou a estar programada a electrificação da Linha do Oeste a Sul das Caldas da Rainha até 2020, mas os trabalhos não se iniciaram, enquanto que a modernização do lanço a Norte nem chegou a ser calendarizada.
A empresa Secil confirmou que o ramal não seria encerrado, uma vez que o considerou como «um activo estratégico da empresa que se pretende manter operacional, caso seja necessária a sua utilização futura».